# Iglesia de Nuestra Señora de Lourdes (Montevideo)
La Iglesia de Nuestra Señora de Lourdes es una iglesia católica situada en el barrio Malvín de Montevideo.

## Historia
La parroquia fue establecida el 4 de febrero de 1934 por el arzobispo Juan Francisco Aragone en el barrio de Malvin, y su templo fue dedicado a Nuestra Señora de Lourdes . 
En la década de 1960 se comenzó a proyectar la construcción de un nuevo edificio para albergar a la parroquia. Dicho proyecto sería diseñado por el ingeniero  Eladio Dieste. Las obras iniciarían al poco tiempo de aprobado el proyecto, y se previa utilizar la técnica constructiva característica de Dieste. 
Al poco tiempo de iniciadas las obras, las mismas debieron de suspenderse por cuestiones económicas que impidieron su construcción. Detrás de la histórica parroquia se halla sin culminar la torre del presbiterio diseñada por Dieste.
En 1998 fue inaugurada la iglesia de San Juan de Ávila, en Alcalá de Henares y con características similares al proyecto inconcluso en Uruguay.    